# Lycaena ottomanus
Lycaena ottomanus és una espècie de lepidòpter papilionoïdeu de la família dels licènids (Lycaenidae) pròpia del Mediterrani oriental.

## Distribució
S'estén pel sud-est d'Europa i Turquia, incloent l'extrem sud-est de Croàcia, extrem sud de Bòsnia i Hercegovina, Montenegro, Albània, Macedònia del Nord, Bulgària i Grècia, on és present al centre i nord, així com a les illes de Corfú i Eubea. Es tracta d'una espècie amb una àmplia distribució, però de presència local.

## Descripció
Marcat dimorfisme sexual per la diferent coloració de l'anvers. L'anvers del mascle és de color taronja metàl·lic intens amb algunes petites taques negres a l'ala anterior i un marge negre a ambdues ales. La femella presenta l'anvers de color taronja més pàl·lid amb nombrosos punts negres. Revers semblant en els dos sexes, amb l'ala anterior de color taronja i diversos punts negres, mentre que l'ala posterior és grisenca amb diversos punts negres i una franja taronja prop del marge.

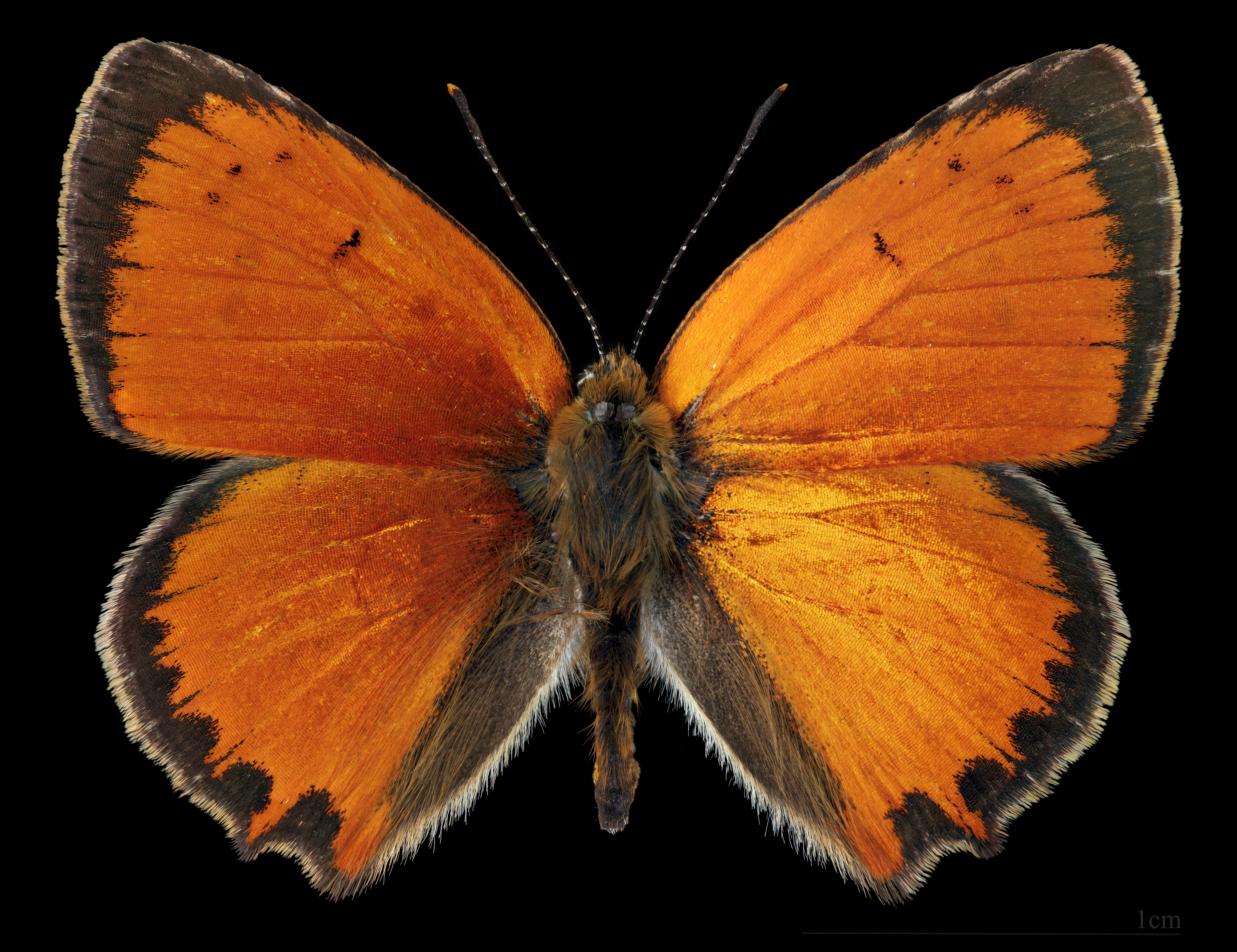
Lycaena ottomanus ♂
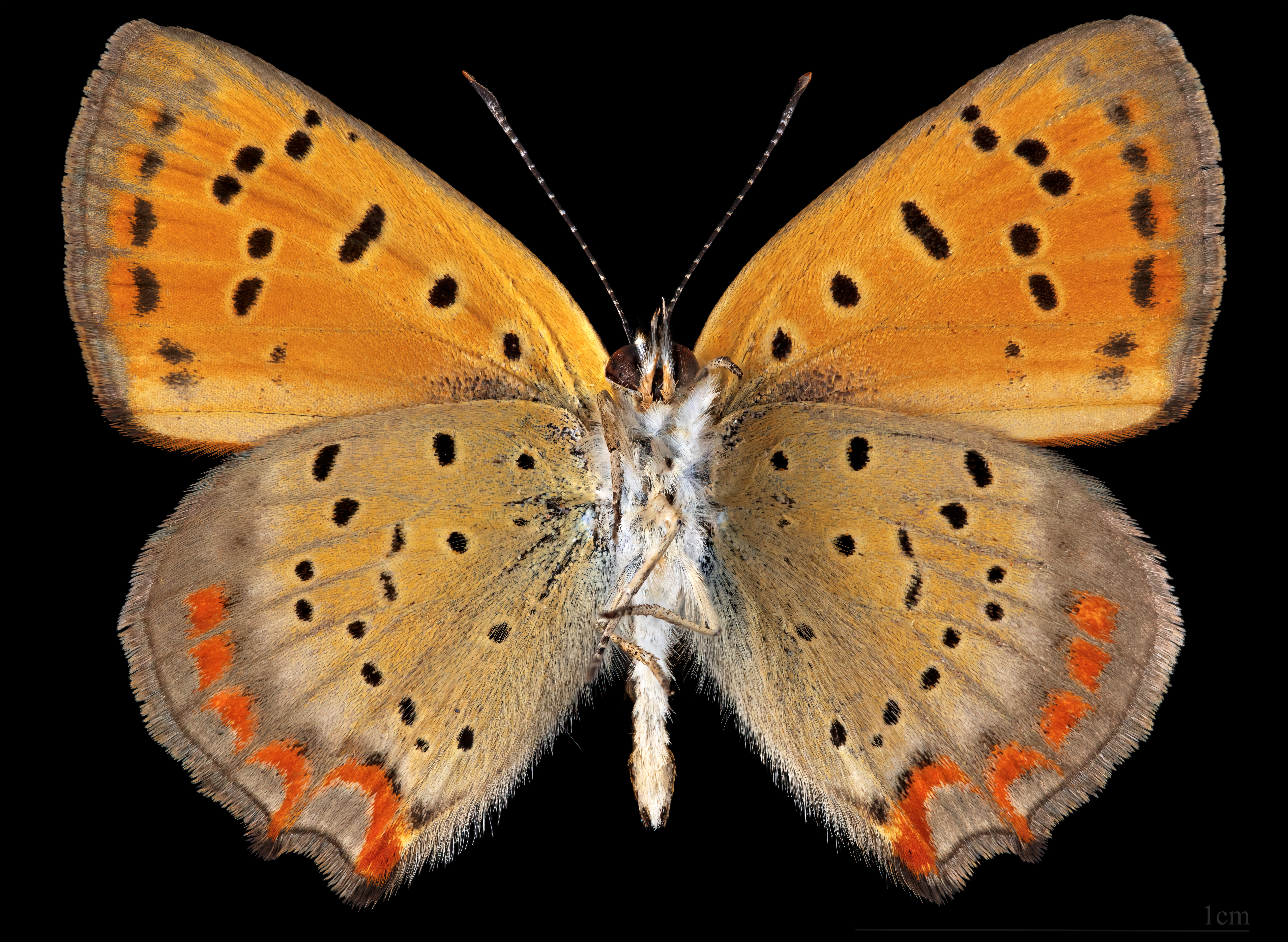
Lycaena ottomanus ♂ △

## Hàbitat
Zones herbades amb abundància de flors, sovint càlides, amb presència d'arbustos o en boscos esclarissats. Rang altitudinal des dels 50 m fins als 1500 m. L'eruga s'alimenta de l'agrelleta (Rumex acetosella).

## Període de vol i hibernació
Vola en dues generacions, la primera entre mitjans d'abril i finals de maig, i la segona al juliol i principi d'agost. Hiberna com a eruga.

## Comportament
Les femelles ponen els ous a totes les parts de la planta nutrícia i les erugues s'alimenten sobretot de les fulles, mentre que rares vegades ho fan de les flors. Els mascles de la segona generació es veuen fortament atrets per les flors de l'èvol (Sambucus ebulus), mentre que les femelles ocupen altres parts de l'hàbitat de l'espècie després de l'aparellament. A més, presenten en general una activitat més minsa, fet que provoca que aparentment els mascles siguin molt més abundants que les femelles.

## Galeria

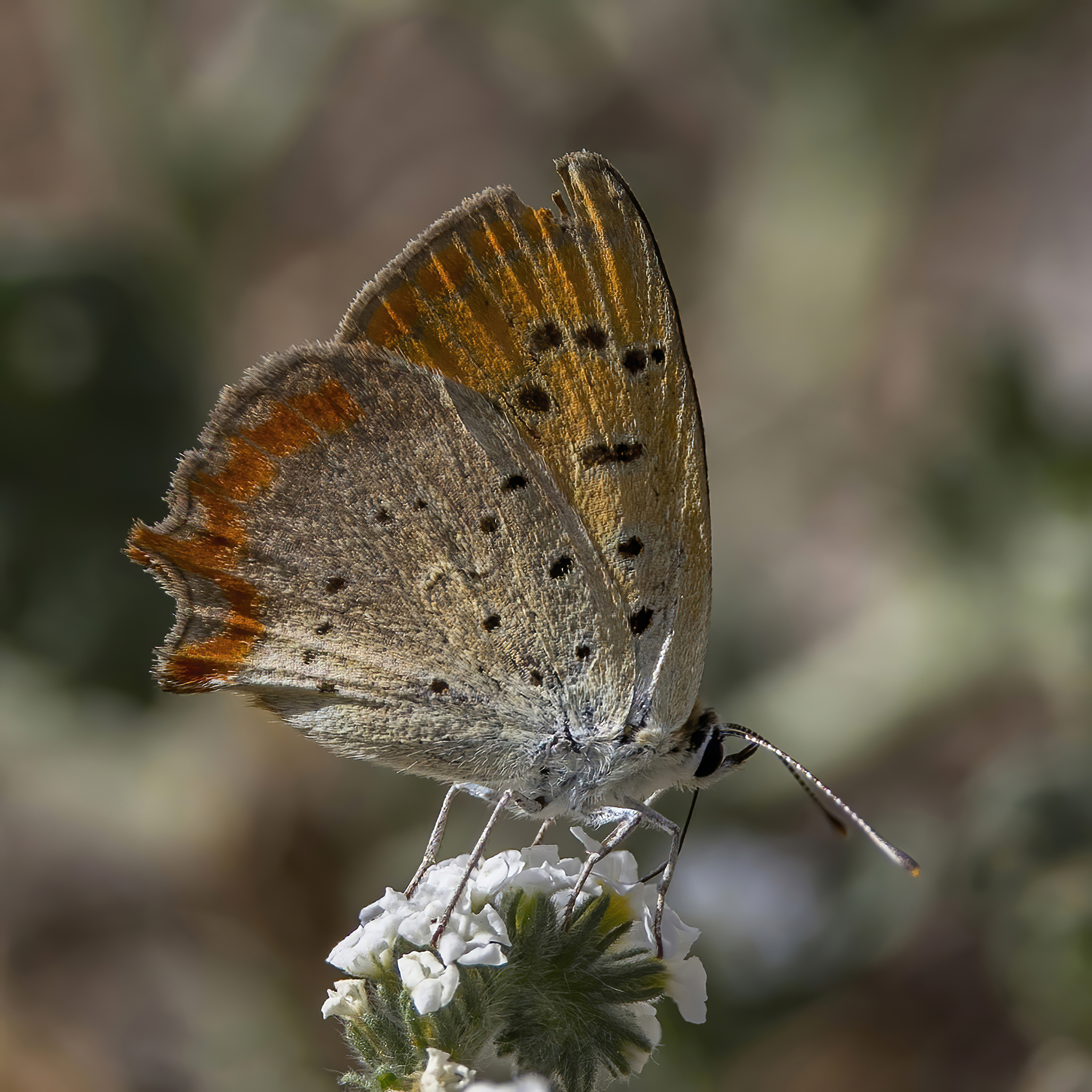
Revers d'un adult
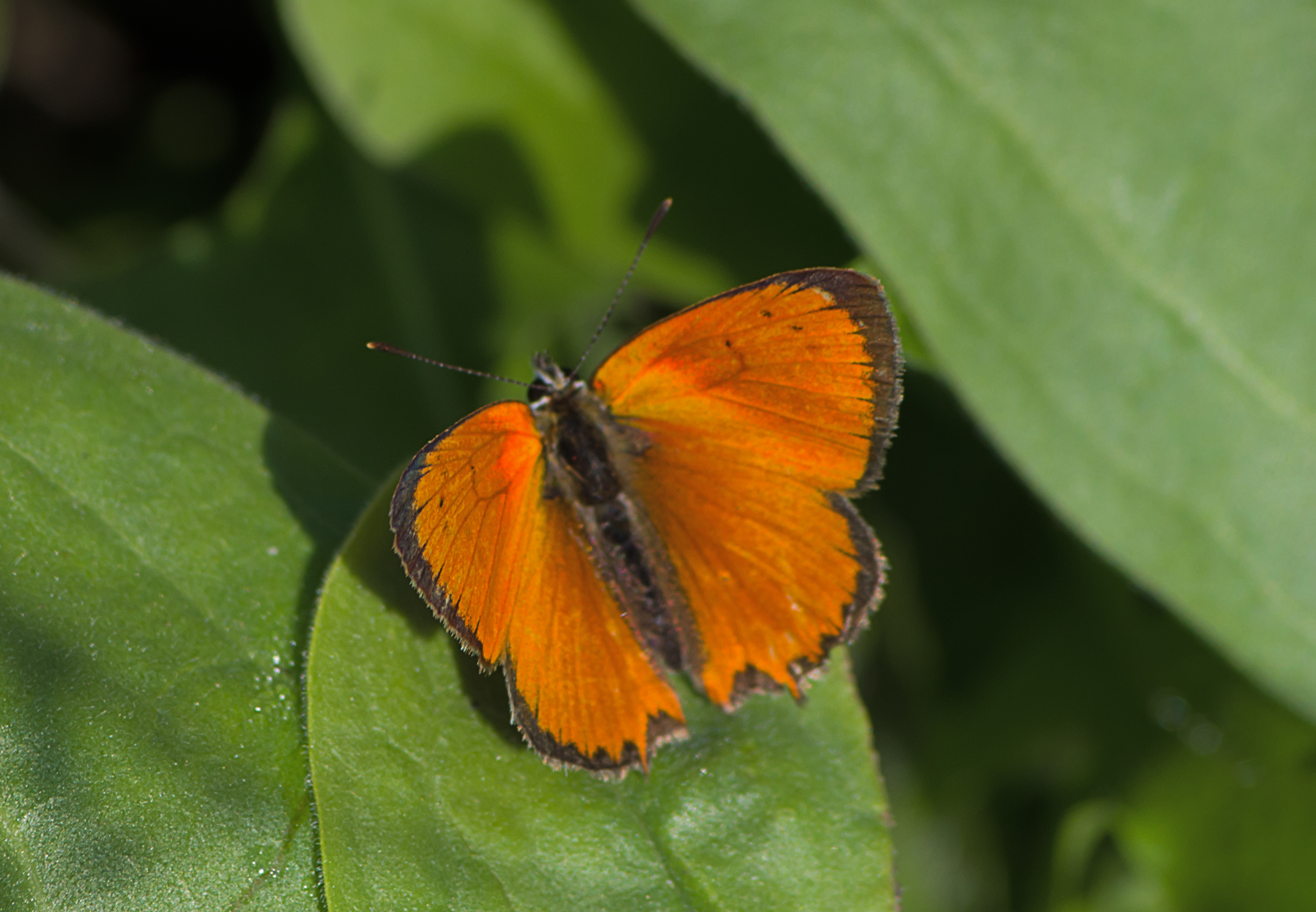
Anvers d'un adult
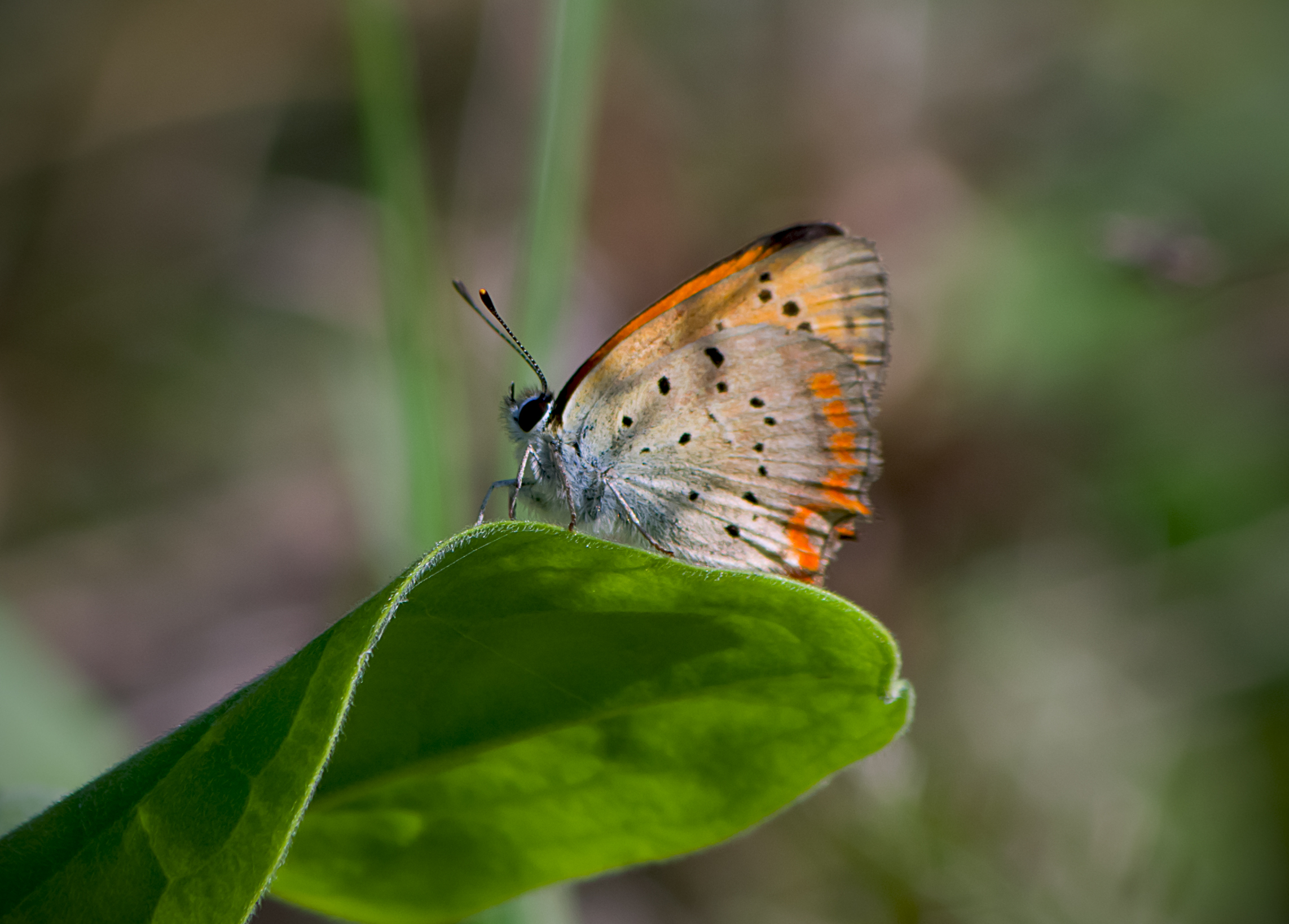
Revers d'un adult